# Зимбабвийские Ассамблеи Бога в Африке
Зимбабвийские Ассамблеи Бога в Африке (англ. Zimbabwe Assemblies of God Africa, ZAOGA) — христианская пятидесятническая церковь, базирующаяся в Зимбабве. Церковь имеет филиалы в 108 странах мира и насчитывает более 2-х миллионов прихожан. В 2000 году в Зимбабве церковь объединяла 4 тыс. поместных общин и 540 тыс. взрослых, крещённых членов.
Штаб-квартира организации расположена в Хараре, Зимбабве.
Зимбабвийские Ассамблеи Бога в Африке не являются частью Всемирного братства Ассамблей Бога.

## История
Церковь была основана Иезекиилем Х. Гути (род. 1923) 12 мая 1960 года. Костяк верующих составили общины, отколовшиеся от Миссии апостольской веры — пятидесятнической деноминации в Южной Африке. Причиной раскола стали разногласия с «белыми» миссионерами. Некоторое время группа, сформировавшаяся вокруг Гути, вошла в южноафриканскую Ассамблею Бога, однако в 1967 году окончательно стала независимой. В 1982 году церковь приняла текущее название. С начала 80-х годов движение занимается активной миссионерской деятельностью за пределами Зимбабве — в Мозамбике, Малави, Замбии. C 1986 года церкви движения существуют в Европе (в Великобритании).

## Вероучение
Зимбабвийские Ассамблеи Бога в Африке являются протестантской церковью, относящейся к пятидесятникам двух благословений.
Церковь придерживается евангельских христианских принципов и выступает против включения традиционных африканских практик в богослужение. Лидеры церкви неоднократно выступали против распространяющегося в Африке евангелия процветания.
В вероучении церкви особой акцент сделан на возможность крещения Духом святым и физического исцеления. Как и большинство протестантов, Зимбабвийские Ассамблеи Бога признают два таинства — водное крещение и причастие.

## Современное состояние
Зимбабвийские Ассамблеи Бога в Африке ведут широкую социальную и просветительскую деятельность в стране. Движению принадлежат начальные и средние общеобразовательные школы, больницы и клиники, детские дома, десятки ремесленных училищ. Богословским образованием заведуют 7 библейских колледжей (три в Зимбабве, два в Мозамбик, по одному — в Гане и Замбии). В декабре 2010 Ассамблеи приступили к строительству Христианского Университета в Биндуре. Движению также принадлежит собственный телеканал и ряд интернет-порталов.
Иезекииль Гути продолжает оставаться руководителем движения, имея сан архиепископа.
В Мозамбике движение представляют Африканские Ассамблеи Бога, в Конго — Конголезские Ассамблеи Бога в Африке, в Бразилии церковь именуется Международной Церковью «Вперёд в вере».